# Tipula boreosignata
Tipula boreosignata är en tvåvingeart som beskrevs av Bo Tjeder 1969. Tipula boreosignata ingår i släktet Tipula och familjen storharkrankar. Arten är reproducerande i Sverige. Inga underarter finns listade i Catalogue of Life.